# Баркер, Сесиль Мэри
Сесиль Мэри Баркер (англ. Cicely Mary Barker; 28 июня 1895, Кройдон, графство Суррей — 16 февраля 1973) — английская художница-иллюстратор, рисовавшая детей среди цветов, преимущественно в виде сказочных фей и эльфов.

## Биография
Сесиль Мэри Баркер родилась в городе Кройдон, Англия, в семье резчика по дереву Уолтера Баркера и Мэри Элеонор Освальд. Ребёнком Сесиль страдала от эпилепсии, от которой позже полностью излечилась. Девочка стала рано проявлять творческие наклонности. В связи с болезненностью дочери родители решили, что девочке лучше получить образование на дому. Отец Сесиль оплачивал заочные курсы по обучению искусству, также определил дочь в вечерний класс в Кройденской школе искусств (англ. Croyden School of Art), в которой Сесиль в 1940-х годах сама начала преподавать.
Когда девочке исполнилось 15 лет, отец показал несколько работ дочери издателю Рафаэлю Таку. Работы были куплены и напечатаны в серии открыток. Мистер Баркер очень гордился своей дочерью и вплоть до своей смерти в 1912 году всячески помогал юной художнице продавать иллюстрации и стихотворения (написанные ею) в различные издательства.
Сесиль Мэри Баркер знаменита своими книгами «Феи цветов» (англ. Flower Fairy). Первая книга Баркер («Цветочные феи весны» была опубликована только в 1923 году, на волне буйно расцветшей моды на фей. С легкой руки королевы Марии (любительницы кукольных домиков), которая рассылала измученным Первой мировой друзьям открытки с жизнерадостными и невинными феечками, книги Баркер (целых 8 штук) и открытки с её рисунками стали невероятно популярны. Надо сказать, что все феи рисовались Баркер с натуры, с воспитанников детского сада, которым заведовала её сестра. Да и цветы и деревья воспроизведены с поистине ботанической точностью.
Начиная с 1920 года, Сесиль Мария Баркер написала много религиозных работ, в том числе иллюстрированные библейские истории, совместно с сестрой Дороти.
Художница скончалась в возрасте 77 лет, 16 февраля 1973 года.

## Детские иллюстрированные книги
- Flower Fairies of the Spring, London, Blackie, 1923, Frederick Warne, 1990.
- Spring Songs with Music, London, Blackie, 1923.
- Flower Fairies of the Summer, London, Blackie, 1925, Frederick Warne, 1985.
- Westcott, M. K.., Child Thoughts in Picture and Verse, London, Blackie, 1925.
- Flower Fairies of the Autumn, London, Blackie, 1926, Frederick Warne, 1990.
- Summer Songs with Music, London, Blackie, 1926.
- The Book of the Flower Fairies, London, Blackie, 1927.
- Autumn Songs with Music, London, Blackie, 1927.
- Old Rhymes for All Times. London, Blackie, 1928'.
- The Children’s Book of Hymns, London, Blackie, 1929.
- Barker, Dorothy, Our Darling’s First Book, London, Blackie, 1929.
- Beautiful Bible Pictures, 1932.
- The Little Picture Hymn Book, London, Blackie, 1933.
- Rhymes New and Old, London, Blackie, 1933.
- A Flower Fairy Alphabet, London, Blackie, 1934.
- A Little Book of Old Rhymes, London, Blackie, 1936.
- Barker, Dorothy, He Leadeth Me, London, Blackie, 1936.
- A Little Book of Rhymes New and Old, London, Blackie, 1937.
- The Lord of the Rushie River, London, Blackie, 1938, Frederick Warne, 1990.
- Flower Fairies of the Trees, London, Blackie, 1940, Frederick Warne, 1990.
- When Spring Came In at the Window, London, Blackie, 1942.
- Stevenson, Robert Louis, A Child’s Garden of Verses, London, Blackie, 1944.
- Flower Fairies of the Garden, London, Blackie, 1944, Frederick Warne, 1990.
- Groundsel and Necklaces, London, Blackie, 1946, published as Fairy Necklaces, Frederick Warne, 1991.
- Flower Fairies of the Wayside, London, Blackie, 1948, Frederick Warne, 1990.
- Flower Fairies of the Flowers and Trees, London, Blackie, 1950.
- Lively Stories, Macmillan, 1954.
- The Flower Fairy Picture Book, London, Blackie, 1955.
- Lively Numbers, Macmillan, 1957.
- Lively, Words, Macmillan, 1961.
- The Sand, the Sea and the Sun, Gibson, 1970.
- Flower Fairies of the Winter, London, Blackie, 1985, Frederick Warne, 1990.
- Simon the Swan, London, Blackie, 1988, Frederick Warne, 1990.
- Flower Fairies of the Seasons, Bedrick/Blackie, 1988.
- A Little Book of Prayers and Hymns, London, Frederick Warne, 1994.
- A Flower Fairies Treasury, London, Frederick Warne, 1997.